# Hiroyuki Miyazawa (Skilangläufer)
Hiroyuki Miyazawa (jap. 宮沢 大志, Miyazawa Hiroyuki; * 12. Oktober 1991 in Tōkamachi, Präfektur Niigata) ist ein ehemaliger japanischer Skilangläufer.

## Werdegang
Hiroyuki Miyazawa studierte ab 2010 Sportwissenschaften an der Waseda-Universität und war zudem Teil des Universitätsskiteams. Er nahm von 2009 bis 2022 vorwiegend am Far East Cup teil. Dabei holte er neun Siege und gewann in der Saison 2011/12 und 2017/18 die Gesamtwertung. In der Saison 2015/16 wurde er Dritter in der Gesamtwertung. Seine ersten Weltcuprennen lief er in der Saison 2011/12 bei den Nordic Opening in Kuusamo, die er auf den 85. Rang abschloss. Die ersten Weltcuppunkte gewann er zum Weltcupfinale in Falun mit dem 11. Platz bei der Sprintetappe. Dies war zugleich sein bestes Ergebnis im Weltcupeinzel. Bei den nordischen Skiweltmeisterschaften 2013 im Val di Fiemme belegte er den 24. Platz im Sprint, der 13. Platz im Teamsprint und der achte Rang in der Staffel. Bei den Olympischen Winterspielen 2014 in Sotschi erreichte er den 16. Rang mit der Staffel und den 13. Rang im Teamsprint. Seine besten Resultate bei den nordischen Skiweltmeisterschaften 2015 in Falun waren der 25. Platz im Sprint und der 12. Rang mit der Staffel. In der Saison 2016/17 errang er den 52. Platz bei der Weltcup Minitour in Lillehammer und den 40. Rang beim Weltcup-Finale in Québec. Beim Saisonhöhepunkt den nordischen Skiweltmeisterschaften 2017 in Lahti kam er auf den 44. Platz im Skiathlon, auf den 39. Rang über 15 km klassisch und auf den 23. Platz im Sprint. Ende Januar 2018 wurde er in Tōkamachi japanischer Meister im Massenstartrennen über 15 km klassisch. Im Februar 2018 siegte er beim Sapporo International Ski Marathon über 50 km. In der Saison 2018/19 belegte er den 38. Platz beim Lillehammer Triple und den 36. Rang bei der Tour de Ski 2018/19. Ende Januar 2019 wurde er japanischer Meister im Massenstartrennen über 10 km klassisch. Bei den nordischen Skiweltmeisterschaften 2019 in Seefeld in Tirol lief er auf den 50. Platz im Skiathlon, auf den 27. Rang im Sprint und auf den 26. Platz über 15 km klassisch. Im Sommer 2019 errang er den dritten Platz beim Merino Muster und belegte beim Australia/New-Zealand-Cup in Snow Farm, den er auf dem vierten Platz in der Gesamtwertung beendete,  zweimal den ersten und einmal den zweiten Platz.
Bei den Nordischen Skiweltmeisterschaften 2021 in Oberstdorf belegte Miyazawa den 62. Platz im Sprint, den 40. Rang über 15 km Freistil sowie den neunten Platz mit der Staffel und bei den Olympischen Winterspielen 2022 in Peking den 67. Platz über 15 km klassisch, den 32. Rang im Sprint sowie zehnten Platz mit der Staffel.

## Siege bei Continental-Cup-Rennen
| Nr. | Datum             | Ort             | Disziplin            | Serie                     |
| --- | ----------------- | --------------- | -------------------- | ------------------------- |
| 1.  | 21. Dezember 2011 | Alpensia Resort | 10 km klassisch      | Far East Cup              |
| 2.  | 22. Dezember 2011 | Alpensia Resort | 15 km Freistil       | Far East Cup              |
| 3.  | 26. Dezember 2011 | Otoineppu       | 10 km klassisch      | Far East Cup              |
| 4.  | 7. Januar 2012    | Sapporo         | 10 km klassisch      | Far East Cup              |
| 5.  | 6. Januar 2014    | Sapporo         | 10 km klassisch      | Far East Cup              |
| 6.  | 6. Januar 2018    | Sapporo         | 10 km klassisch      | Far East Cup              |
| 7.  | 7. Januar 2018    | Sapporo         | Sprint klassisch     | Far East Cup              |
| 8.  | 11. Januar 2018   | Alpensia Resort | 10 km klassisch      | Far East Cup              |
| 9.  | 12. Januar 2018   | Alpensia Resort | 10 km Freistil       | Far East Cup              |
| 10. | 3. September 2019 | Snow Farm       | Sprint klassisch     | Australia/New Zealand Cup |
| 11. | 5. September 2019 | Snow Farm       | 15 km klassisch Mst. | Australia/New Zealand Cup |

## Teilnahmen an Weltmeisterschaften und Olympischen Winterspielen

### Olympische Spiele
- 2014 Sotschi: 13. Platz Teamsprint klassisch, 16. Platz Staffel
- 2022 Peking: 10. Platz Staffel, 32. Platz Sprint Freistil, 67. Platz 15 km klassisch

### Nordische Skiweltmeisterschaften
- 2013 Val di Fiemme: 8. Platz Staffel, 13. Platz Teamsprint Freistil, 24. Platz Sprint klassisch
- 2015 Falun: 12. Platz Staffel, 16. Platz Teamsprint Freistil, 25. Platz Sprint klassisch, 40. Platz 50 km klassisch Massenstart
- 2017 Lahti: 22. Platz Sprint Freistil, 37. Platz 15 km klassisch, 42. Platz 30 km Skiathlon
- 2019 Seefeld in Tirol: 26. Platz 15 km klassisch, 27. Platz Sprint Freistil, 48. Platz 30 km Skiathlon
- 2021 Oberstdorf: 9. Platz Staffel, 40. Platz 15 km Freistil, 62. Platz Sprint klassisch

## Platzierungen im Weltcup

### Weltcup-Statistik
Die Tabelle zeigt die erreichten Platzierungen im Einzelnen.
- 1.–3. Platz: Anzahl der Podiumsplatzierungen
- Top 10: Anzahl der Platzierungen unter den ersten zehn
- Punkteränge: Anzahl der Platzierungen innerhalb der Punkteränge
- Starts: Anzahl gelaufener Rennen in der jeweiligen Disziplin
- Hinweis: Bei den Distanzrennen erfolgt die Einordnung gemäß FIS.

| Platzierung         | Distanzrennen a | Distanzrennen a | Distanzrennen a | Distanzrennen a | Distanzrennen a | Skiathlon Verfolgung | Sprint | Etappen- rennen b | Gesamt | Team c | Team c  |
| Platzierung         | ≤ 5 km          | ≤ 10 km         | ≤ 15 km         | ≤ 30 km         | > 30 km         | Skiathlon Verfolgung | Sprint | Etappen- rennen b | Gesamt | Sprint | Staffel |
| ------------------- | --------------- | --------------- | --------------- | --------------- | --------------- | -------------------- | ------ | ----------------- | ------ | ------ | ------- |
| 1. Platz            |                 |                 |                 |                 |                 |                      |        |                   |        |        |         |
| 2. Platz            |                 |                 |                 |                 |                 |                      |        |                   |        |        |         |
| 3. Platz            |                 |                 |                 |                 |                 |                      |        |                   |        |        |         |
| Top 10              |                 |                 |                 |                 |                 |                      |        |                   |        | 1      |         |
| Punkteränge         |                 | 1               | 1               |                 |                 | 1                    | 16     |                   | 19     | 2      | 3       |
| Starts              | 1               | 6               | 24              |                 | 2               | 21                   | 51     | 12                | 117    | 2      | 3       |
| Stand: Karriereende |                 |                 |                 |                 |                 |                      |        |                   |        |        |         |

### Weltcup-Gesamtplatzierungen
| Saison  | Gesamt | Gesamt | Distanz | Distanz | Sprint | Sprint |
| Saison  | Punkte | Platz  | Punkte  | Platz   | Punkte | Platz  |
| ------- | ------ | ------ | ------- | ------- | ------ | ------ |
| 2011/12 | 24     | 119.   | -       | -       | 24     | 68.    |
| 2012/13 | -      | -      | -       | -       | -      | -      |
| 2013/14 | 3      | 161.   | -       | -       | 3      | 101.   |
| 2014/15 | -      | -      | -       | -       | -      | -      |
| 2015/16 | 11     | 124.   | 3       | 91.     | 8      | 84.    |
| 2016/17 | 55     | 82.    | -       | -       | 55     | 35.    |
| 2017/18 | 26     | 100.   | -       | -       | 26     | 49.    |
| 2018/19 | 16     | 115.   | 10      | 86.     | 6      | 82.    |
| 2019/20 | 26     | 93.    | -       | -       | 26     | 56.    |